# Matías Zuloaga
Matías Zuloaga (Ushuaia, 23 de diciembre de 1997) es un esquiador de fondo argentino.

## Vida personal
Es familiar de los biatletas argentinos María Giró, que compitió en los Juegos Olímpicos de Invierno de 1992 y 1994, Alejandro Giró y Gustavo Giró, que compitieron en los Juegos de Invierno de 1988.

## Carrera deportiva
Comenzó a esquiar a los tres años por influencia de su familia. También participó en competiciones de biatlón y ciclismo de montaña.
En 2017 ganó el campeonato argentino de 10 kilómetros libres y lideró todas las competencias de la Federación Internacional de Esquí (FIS) que se realizaron en Cerro Catedral (San Carlos de Bariloche) y Cerro Castor (Ushuaia). Ese mismo año compitió en el campeonato mundial júnior de esquí de fondo en Estados Unidos, quedando en 60.º lugar en esquiatlón 10 kilómetros y 67.º en 10 kilómetros libre.

### Pyeongchang 2018
En los Juegos Olímpicos de Invierno de 2018, celebrados en Pyeongchang, Corea del Sur, compitió por primera vez en el evento de estilo libre masculino de 15 kilómetros de esquí de fondo, tras lograr la clasificación por acumulación de puntaje en Austria y Alemania. En los juegos, finalizó en el puesto 100 con un tiempo de 42:27.5. Su entrenador Sebastián Menci había participado en los juegos de Albertville 1992.